# La Alcudia (Valencia)
La Alcudia (oficialmente en valenciano: l'Alcúdia) es un municipio y localidad de España, en la provincia de Valencia, Comunidad Valenciana, perteneciente a la comarca de la Ribera Alta. En 2020 contaba con 12 107 habitantes (INE) y una densidad de población de 473,67 hab./km².

## Toponimia
Su nombre es un topónimo árabe, que significa 'El Collado', por lo que el nombre actual en valenciano es en parte una redundancia, ya que el prefijo al en árabe corresponde al artículo determinado «el» en español. El nombre de Alcudia de Carlet es muy antiguo, y aparece ya en el siglo XVIII en la obra cumbre de Antonio José Cavanilles. El nombre oficial de la población en el segundo semestre de 1982 recuperó la primitiva denominación en valenciano, l'Alcúdia, con sendos decretos de la Generalidad Valenciana y del Consejo de Ministros del Estado. Asimismo el nombre de La Alcudia es muy antiguo (en español) y también es citado en el libro de Cavanilles, tomo 1, pp. 187 y 195. Para complicar algo más este tema, podríamos señalar que algunos autores emplean ambos nombres: Alcudia de Carlet (en castellano) y L'Alcúdia de Carlet en valenciano.

## Geografía
Integrado en la comarca de Ribera Alta, se sitúa a 35 kilómetros de la capital valenciana. El término municipal está atravesado por la autovía del Mediterráneo (A-7) y por la carretera autonómica CV-50, que permite la comunicación con Carlet y Guadasuar.
El norte del territorio está bañado por el río Magro, si bien, por el oeste se extiende hasta las estribaciones de la sierra de Tous. El término está dividido en dos sectores, separados por el municipio de Guadasuar. El sector norte más extenso, está cruzado por el río Magro; el sector sur corresponde al antiguo término de Montortal (anexionado en 1842). El territorio es llano, aluvial, sin alturas importantes. Cruza el término la Acequia Real del Júcar, que riega sus tierras. La altitud oscila entre los 130 m al oeste y los 25 m en la pedanía de Montortal. El pueblo se alza a 32 m sobre el nivel del mar. Hay estación de ferrocarril en la línea de Valencia a Villanueva de Castellón perteneciente a Metro de Valencia, en la línea 1.
| Noroeste: Benimodo | Norte: Carlet  | Noreste: Guadasuar |
| Oeste: Tous        |                | Este: Guadasuar    |
| Suroeste: Tous     | Sur: Guadasuar | Sureste: Guadasuar |

La pedanía de Montortal limita con Guadasuar y Masalavés.

### Barrios y pedanías

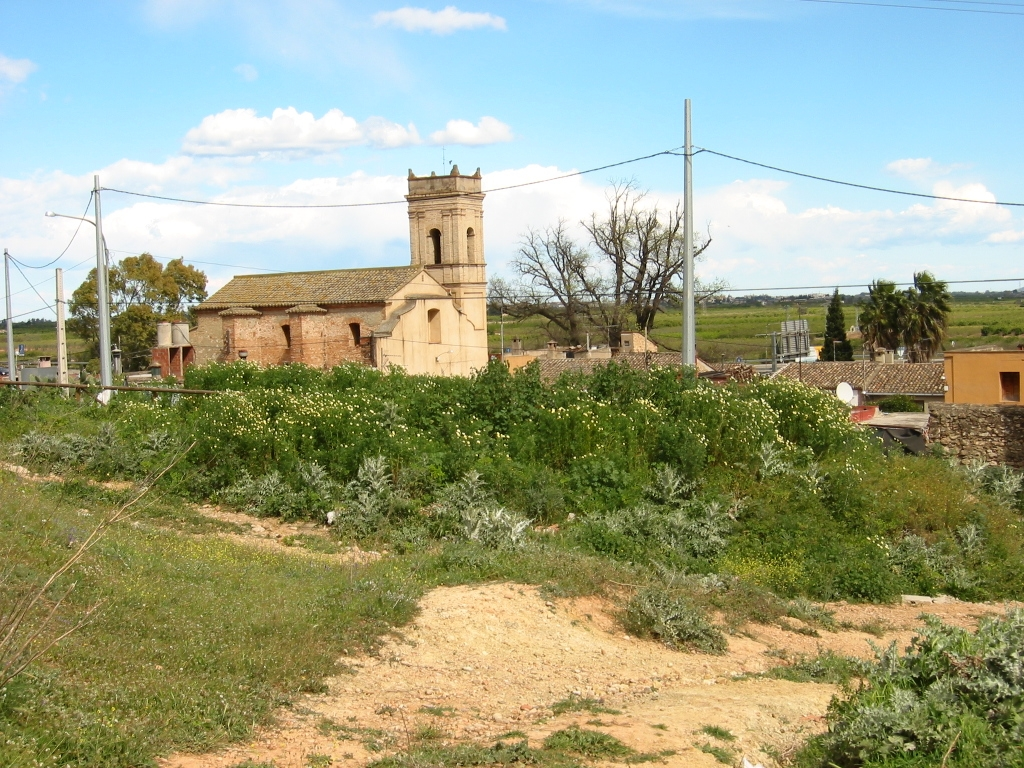
Vista general de Montortal, pedanía absorbida por La Alcudia en 1842

En el término municipal de La Alcudia se encuentran también los siguientes núcleos de población:
- Les Comes
- Montortal
- Batallar

## Historia
La Alcudia, también conocida desde la antigüedad como Alcudia de Carlet, fue una alquería andalusí que fue donada por Jaime I, en el año 1238, a Pedro de Montagut, quien le otorgó carta puebla el 17 de enero de 1252 a 54 repobladores cristianos; cada uno de los cuales recibió una casa, 72 hanegadas de regadío y dos de secano, a censo de 20 sueldos y una gallina por Navidad; el señor se reservaba 469 hanegadas y el castillo; el monopolio sobre hornos y molinos y los derechos de lluïsme, justicia, etc. En 1344, Pedro de Montagut i Vilanova le confirma los Fueros de Valencia.
En 1382 se separa de Alcira y en 1393 se firma un acuerdo con el señor por el cual se concede libertad al pueblo llano a cambio del pago de 33 libras anuales. En 1404, Martín I le concede el privilegio de usar la Acequia Real del Júcar. En 1428, Alfonso V le otorga el privilegio de celebrar un mercado semanal y en 1433 le otorga el título de villa.
Durante las Germanías demostró su militancia agermanada, debido al gran nombre de menestrales dedicados a la seda que se enfrentaron al señor, Juan de Montagut, y se negaron a pagar los derechos feudales: éste, con la represión posterior, hubo de ser indemnizado con 10 000 ducados; y el rey, con 2000. La crisis del siglo XVII provoca un fuerte endeudamiento de la villa que, en 1680, empezó un pleito contra el conde sobre las regalías y el señorío directo que, a pesar de verse interrumpido por la guerra de Sucesión, durante la cual el duque de Las Torres instaló el cuartel de las tropas borbónicas, acabó con la concordia de 1711, por la cual el conde, Baltasar Escrivá de Híjar, cedía a la villa las regalías y el señorío directo a cambio del pago de 400 libras anuales, estableciendo que las tierras de regadío pagarían 10 salarios por cada 36 hanegadas; las de viña de uva de pasa, un salario por hanegada; las de viña de vino, 1/25 de la cosecha; y las tierras de secano, 1/15.
El siglo XVIII es una época próspera para la villa que, gracias a la artesanía de la seda, propicia una burguesía agrícola y la ilustrada que controlaba el gobierno municipal e inició, en 1730, un pleito contra el conde por incorporar la villa al Real Patrimonio. Este esplendor se vio reflejado en la construcción de la iglesia parroquial, empezada el 1746 y que, por su grandiosidad –tan sólo menor que la catedral de Valencia y la Seo de Játiva– es conocida como la Catedral de la Ribera. Este templo, por el Decreto 146/2006, de 6 de octubre, el gobierno de la Generalidad Valenciana lo declara Bien de Interés Cultural en la categoría de Monumento. En 1812, aprovechando los decretos de las Cortes de Cádiz sobre los señoríos, pleiteó de nuevo contra el conde. El señorío pasó sucesivamente a los Ixar, a los Castellví, a la duquesa de Almodóvar y al conde de Albalat.

## Depresión Aislada en Niveles Altos (DANA)
El 29 de octubre de 2024, una DANA azotó con gran fuerza la Comunidad Valenciana, provocando fuertes lluvias torrenciales, rachas de viento y tormentas eléctricas. Alcúdia fue una de las localidades que resultó más afectada de la comarca, teniendo que enfrentar importantes consecuencias tanto a nivel material como, desgraciadamente, humano.
La Agencia Estatal de Meteorología junto con el portal de emergencias de la Generalidad Valenciana fueron los responsables de avisar a la población.
El agua logró inundar calles principales, viviendas, garajes y comercios, así como se desbordaron barrancos y canales pluviales. Muchos vecinos trataron de construir de manera improvisada barreras de contención con ladrillos y sacos de arena, pero esto no frenó el daño en las estructuras públicas, mobiliario urbano, vehículos y agricultura local.
Este suceso llegó a provocar la desaparición de un camionero en el término municipal de Alcudia.
Tras las consecuencias del temporal, varias instituciones activaron líneas de ayuda tanto económica como técnica para apoyar a los afectados. Las más señaladas han sido las impartidas por el Ayuntamiento de la Alcudia, el cual estableció ayudas económicas para viviendas, locales comerciales, viviendas y vehículos, destinando un 70 % a la reparación de inmuebles y un 30 % para los vehículos; la Diputación de Valencia, cuya ayuda fue una subvención directa para residentes particulares que debían justificar los daños sufridos; y la Generalidad Valenciana que aplazó los pagos tributarios y habilitó oficinas de asistencia presencial para facilitar las tramitaciones.

## Demografía
La Alcudia cuenta con una población de 12 402 habitantes (INE 2024).
| Gráfica de evolución demográfica de La Alcudia entre 1842 y 2021                                                    |
| |
| Población de derecho según los censos de población del INE Población de hecho según los censos de población del INE |

La población femenina es mayoritaria, como corresponde a las características urbanas del municipio (actividades industriales, comerciales y de servicios) y al hecho de que el crecimiento demográfico es relativamente lento (aunque casi constante), con lo cual, la mayor natalidad de varones no incide mucho en la diferencia en el número de habitantes entre los dos sexos la cual queda compensada con creces, por la mayor mortalidad de la población masculina, que se traduce a su vez, en una mayor esperanza de vida de las mujeres. Por ejemplo, en el 2000, la población masculina era de 5230 y la femenina, de 5354; en el 2002, de 5295 y 5379, respectivamente, en el 2004, de 5250 y 5404, por último, en el 2006, las cifras fueron de 5440 varones y 5565 mujeres. En 2008 sus habitantes eran 11 331 siendo 5592 varones y 5739 mujeres.

### Población por núcleos
Desglose de población según el Padrón Continuo por Unidad Poblacional del INE.
| Núcleos               | Habitantes (2013) | Varones | Mujeres |
| --------------------- | ----------------- | ------- | ------- |
| La Alcudia (Valencia) | 11330             | 5528    | 5802    |
| Les Comes             | 92                | 56      | 36      |
| Montortal             | 141               | 67      | 74      |

## Economía
Anteriormente, La Alcudia era un pueblo dedicado exclusivamente a la producción agrícola y ésta ha ido evolucionando al largo de los tiempos. En el siglo XIX era la morera y los cereales, especialmente trigo, arroz y maíz los principales productos que daban los campos de La Alcudia. En las zonas de secano, predominaban los olivares y el algarrobo. En el siglo XX se introdujo el cultivo de la naranja, como en el resto de la comunidad y después se convirtió en una fuente de riqueza muy importante para los propietarios de La Alcudia, algunos de los cuales, hicieron mucho dinero en poco tiempo, debido al alto precio del producto y el bajo precio del salario de la mano de obra de los labradores. En los años 80 del siglo XX, se produjo una crisis aguda en el sector con la aparición de distintas plagas que hicieron daño a las variedades más tradicionales y por la dura competencia de otros países como Marruecos, Israel o Argentina que provocaron un estancamiento, si no bajada de los precios y, por tanto, la recolecta de nuevas variedades más primerizas o más tardías que pudieran hacer frente estas competencias. La producción de cítricos de la población está en franca disminución, por eso en los últimos años se ha intentado introducir otras alternativas como el caqui, que no obstante, quedan sujetas, más que nunca, a la falta de agua cada vez más acuciante. Sin embargo, la construcción del Canal Júcar-Turia, además de las acequias (por ejemplo, la Acequia Real del Júcar) y pozos que ya existían, y el desarrollo de nuevas técnicas (riego por goteo, etc.) han venido a minimizar los problemas de agua, al menos en lo que respecta a su cantidad y no a su calidad. En la agricultura, y más recientemente, en la industria, el verdadero problema está en el monocultivo (y monoproducción en el caso de las actividades de transformación) y en la superproducción y crisis consiguientes.
En los años 60 y 70 del siglo XX el pueblo inició un proceso de transformación económica por medio del cual, al lado de las actividades agrícolas tradicionales, se instalaran diferentes empresas e industrias, especialmente de transformación de productos agrícolas, como Frudesa o Paiarrop, de industria mecánica como Istobal o de transformación de la madera. Con las sucesivas crisis, algunas de estas empresas han ido cerrando o deslocalizándose mientras han surgido otras dedicadas a la transformación de productos metálicos entre las que destacan Imecal, Viferma y Mipesa.
El desarrollo de dos polígonos industriales al norte de la población (polígono industrial La Cruz) y al sur (polígono industrial Camino Real), favorecido por la construcción reciente de la autopista que rodea la ciudad constituyó el motor de dicha transformación económica de la población.
Se tiene a principios del siglo XXI un equilibrio entre la producción agrícola, la industrial y la economía de servicios.

#### Evolución de la deuda viva
El concepto de deuda viva contempla sólo las deudas con cajas y bancos relativas a créditos financieros, valores de renta fija y préstamos o créditos transferidos a terceros, excluyéndose, por tanto, la deuda comercial.
| Gráfica de evolución de la deuda viva del ayuntamiento entre 2008 y 2014                             |
| |
| Deuda viva del ayuntamiento en miles de Euros según datos del Ministerio de Hacienda y Ad. Públicas. |

La deuda viva municipal por habitante en 2014 ascendía a 706,34 €.

## Administración y política
Durante todo el período democrático su ayuntamiento está gobernado por el Partido Socialista del País Valenciano, a lo largo de estos años ha habido cuatro alcaldes. Desde las elecciones municipales del 2015 el alcalde es Andreu Salom Porta.
| Candidatura                                                     | Votos | %        | Concejales |
| --------------------------------------------------------------- | ----- | -------- | ---------- |
| PSPV-PSOE                                                       | 3909  | 60,44    | 11         |
| PP                                                              | 1573  | 24,32    | 4          |
| Compromís                                                       | 823   | 12,72    | 2          |
| Ciudadanos                                                      | 124   | 1,92     | 0          |
| Votos en blanco                                                 | 39    | 0,85     |            |
| Total válidos                                                   | 6468  | 100      | 17         |
| Votos nulos                                                     | 73    | 1,12     |            |
| Participación                                                   | 6541  | 72,55 ** |            |
| Abstención                                                      | 2475* | 27,45 ** |            |
| Censo electoral                                                 | 9016* | 100 **   |            |
| (* Electores, no votos. ** Porcentaje respecto censo electoral) |       |          |            |

| Periodo   | Nombre                    | Partido   |
| --------- | ------------------------- | --------- |
| 1979-1983 | Celio Crespo Almela       | PSPV-PSOE |
| 1983-1987 | Celio Crespo Almela       | PSPV-PSOE |
| 1987-1991 | Celio Crespo Almela       | PSPV-PSOE |
| 1991-1995 | Francesc Signes Núñez     | PSPV-PSOE |
| 1995-1999 | Francesc Signes Núñez     | PSPV-PSOE |
| 1999-2003 | Francesc Signes Núñez     | PSPV-PSOE |
| 2003-2007 | Francesc Signes Núñez     | PSPV-PSOE |
| 2007-2011 | Robert Martínez Correcher | PSPV-PSOE |
| 2011-2015 | Robert Martínez Correcher | PSPV-PSOE |
| 2015-2019 | Andreu Salom Porta        | PSPV-PSOE |
| 2019-2023 | Andreu Salom Porta        | PSPV-PSOE |
| 2023-     | Andreu Salom Porta        | PSPV-PSOE |

## Cultura

### Patrimonio

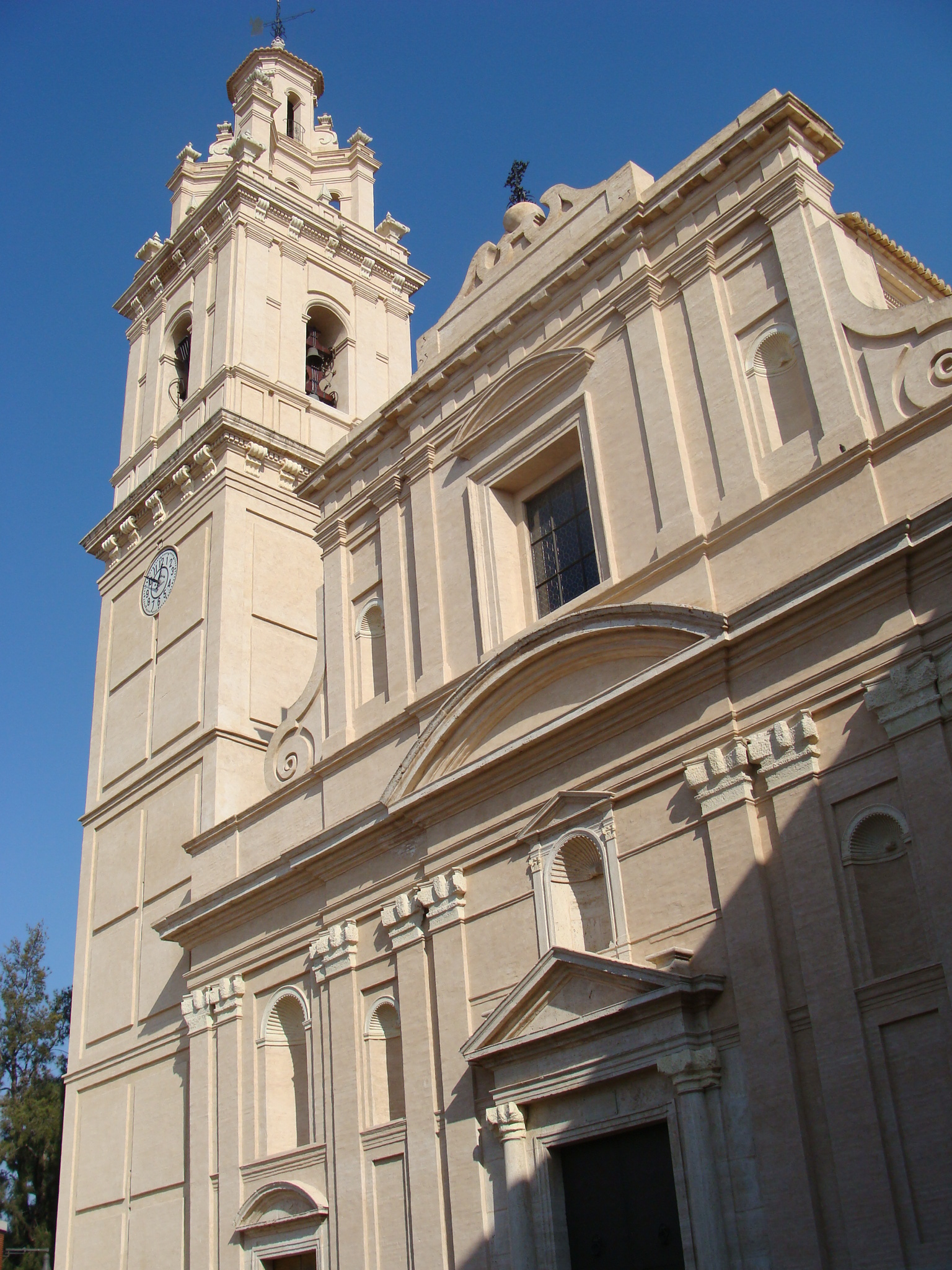
Iglesia de San Andrés

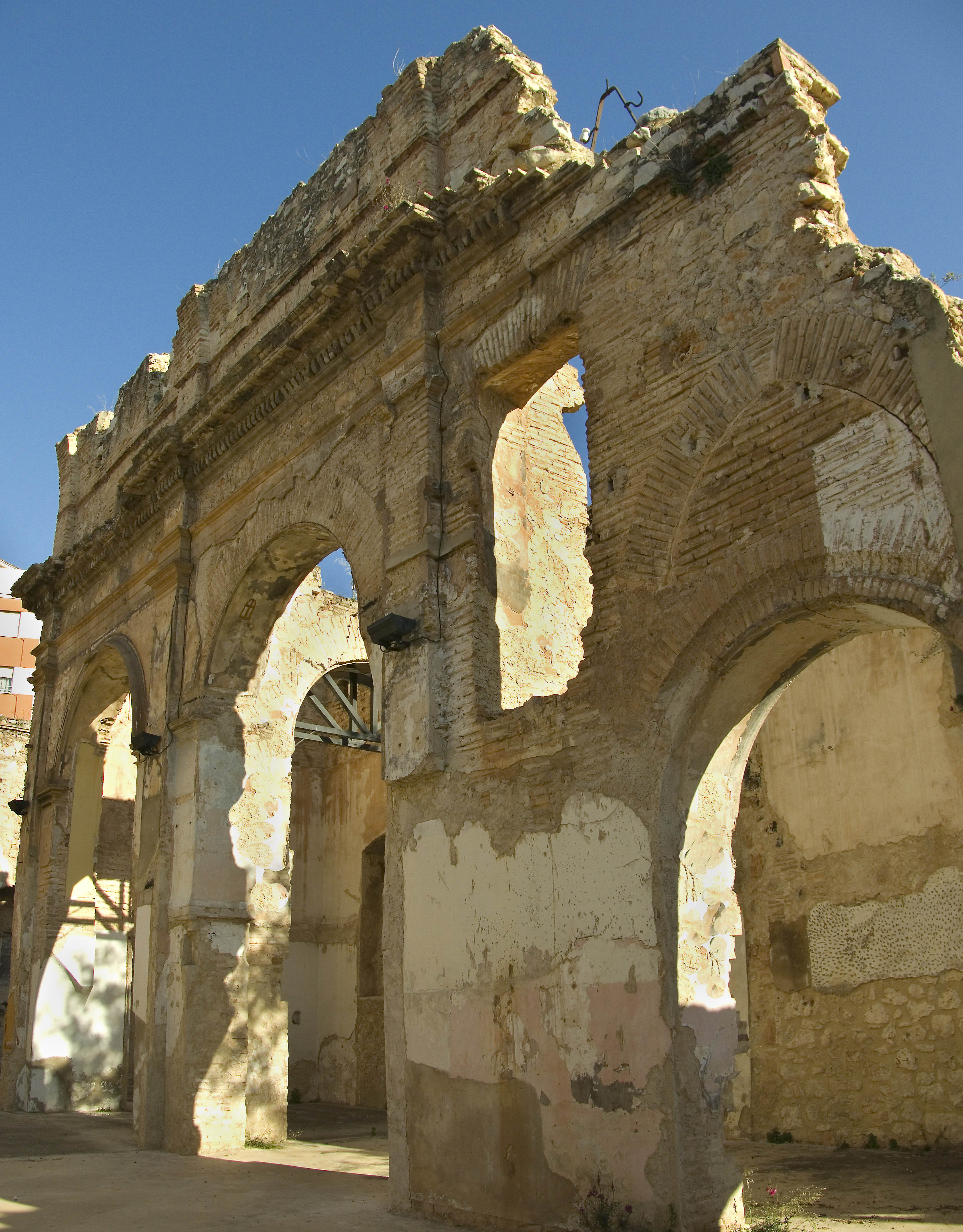
Restos del convento

- Iglesia parroquial. Dedicada al apóstol San Andrés, es de grandes proporciones, sobresaliendo un elevado campanario y la cúpula con tejas vidriadas de estilo neoclásico terminada en 1780; tiene varios frescos pintados por José Vergara Gimeno. Remozada recientemente, el 6 de octubre de 2006 es declarado BIC (Bien de Interés Cultural) con categoría de monumento, por la Generalidad Valenciana, que le otorga las normas y reglamentos necesarios para su condición de monumento de Interés Patrimonial e histórico catalogado. Su campanario está levemente torcido debido a las lluvias que hubo durante su construcción.[21]
- Convento de Santa Bárbara. La señora de Alcudia, Ángela de Montagut, lo fundó en el año 1600 d.c para la orden de los franciscanos alcantarinos. A estas alturas, solo están las ruinas de este templo. Gracias a un continuo proceso de restauración y saneamiento por parte del ayuntamiento, el pueblo está redescubriendo este monumento. A su lado podemos encontrar el calvario parroquial, que ocupa el que fue una gran explanada, y que configura con sus grandes cipreses, un sorprendente paisaje en el bonito centro del pueblo.[22]
- La mota. Acueducto construido en 1842. Toma el nombre de la noria ubicada dentro de la Acequia Real de donde recibe el agua para el riego de gran parte de las tierras del término. Hoy ésta ha sido sustituida por un sistema eléctrico para sacar el agua. Este acueducto tiene doscientos sesenta metros de largo y logra un desnivel de tres metros de altura.[23]
- Olivo Bimilenario. En el cruce de la avenida Antoni Almela con la carretera comarcal de Tabernes a Chiva (CV 50), se ubica el olivo bimilenario, plantado el día de San Andrés de 1993, patrón de la Alcudia.[24] Este olivo y el monumento al agricultor constituyen los dos puntos de referencia que señalan el principio y el fin de la nueva avenida de Antoni Almela. Este olivo es de la variedad farguera o sollanenca. Cuando fue plantado pesaba 12 000 kg y antes de su traslado a Alcudia estaba ubicado en una vía romana llamada Calzada del vino y del aceite. Es digno de ver y constituye un verdadero monumento vivo.
- Ermita de San Antonio Abad
- Antiguo almacén de la cooperativa Virgen del Oreto. Construido en el 1933 por el conocido arquitecto Cayetano Borso di Carminati, con una clara influencia art déco. Hoy en día solo se conserva la fachada.

### Fiestas
Se celebran fiestas en honor de la Virgen del Oreto, patrona canónica del pueblo, del 1 al 8 de septiembre, con una procesión cívico-religiosa (romería) la tarde del día 7, llamada popularmente La entrada de la Virgen, en la que actúan diversos grupos folclóricos tradicionales (Dançadors, la Carxofa, Pastorcillos, Grupos de Danza y personajes bíblicos, Tornejants els Negrets), cerrando la procesión la banda La Filarmónica Alcudiana. Dicha procesión rememora la donación a La Alcudia, por el Señor feudal Peregrí de Montagut, de la imagen de la Virgen en 1276. Finaliza en la plaza de País Valenciano con la lectura de la Bula Pontificia por el Heraldo papal, y por los parlamentos del señor Peregrí de Montagut y María, receptora de la imagen en nombre del pueblo, y es trasladada posteriormente a la parroquia de San Andrés Ap. en los brazos del cura párroco y del alcalde. (La talla mide 90 centímetros de altura). Los parlamentos actuales, auténtica joya poética en valenciano, fueron escritos por el poeta local Innocenci Signes i Ruiz en 1955.

#### Música, danza y deporte
- Durante los días de fiestas, todos los años pares, los días 2, 3, 4 y 5 de septiembre, se celebra la Bienal Muestra Internacional de Danza de Alcudia, en la que participan además del Grupo organizador, El Grup de Dansa de l'Alcúdia, distintos grupos folclóricos de España y de distintos países de los cinco continentes. En los últimos años se ha instaurado en las fiestas patronales Los Correfuegos a cargo de los Demonios Enroscados de La Alcudia.

Destacable en La Alcudia en el que corresponde a tradición, solera y trayectoria musical, es la Banda de Música de la Asociación Musical La Filharmònica Alcudiana.
Banda fundada en 1884, siendo de las primeras de la provincia de Valencia. La banda de La Alcudia ha sido galardonada en sus diferentes épocas. Con especial mención en la del año 2016 en el que consigue ganar el primer premio y la Mención de Honor en la segunda sección, tanto en la primera convocatoria, como en la correspondiente a la mejor banda en su sección de la Comunidad Valenciana. Cronológicamente podríamos destacar:
- Año 1902: Segundo Premio al Certamen de Valencia en la 2.ª Sección
- Año 1903: Primer Premio al Certamen de Valencia en la 3.ª Sección
- Año 1922: Primer Premio (ex aequo) al Certamen de Valencia en la 3.ª Sección a las Bandas Primitiva y Victoria
- Año 1946: Primer Premio al Certamen de Valencia en la 1.ª Sección
- Año 1951: Primer Premio al Certamen de Valencia en la Sección Especial
- Año 1991: Primer Premio y Mención de Honor al Certamen de València en la 3.ª Sección
- Año 1995: Segundo Premio al Certamen de Valencia en la 2.ª Sección
- Año 1998: Primer Premio al Certamen de Bandas de Leganés en la Sección Especial
- Año 2016: Primer Premio y Mención de Honor al Certamen de Valencia en la 2.ª Sección
- Año 2016: Primer Premio y Mención de Honor al Certamen de la Comunidad Valenciana en la 2.ª Sección i Premio al mejor Director a Sergi Pastor Puchol.

Ahora mismo La Filarmónica Alcudiana, está en posesión de:
- La Medalla de Las Bellas Artes del Ministerio de Cultura
- La Medalla de oro de la Generalidad Valenciana al Mérito Cultural
- La Medalla de oro de la Excma. Diputació de València al Mérito Cultural
- La Medalla de oro de la Federación de Sociedades Musicales de la Comunidad Valenciana

Cabe destacar que a partir del año 1991, gestionado a través de la junta directiva de la misma asociación y con la gran ayuda del Ayuntamiento de La Alcudia, se constituye el Centro Profesional de Música de La Alcudia, centro autorizado para impartir enseñanzas musicales oficiales de grado elemental y medio. Desde el momento de su constitución, es gestionado por la Asociación Escuela de Música de La Alcudia. El antiguo matadero, reconvertido en unas magníficas instalaciones, es el edificio que ubica este Conservatorio de Música.
Podemos encontrar toda su historia así como información actual, en la página web: www.filharmonicaalcudiana.org
- El Bolero de Alcudia es un excelente ejemplo de la importancia que la danza folclórica tiene en este municipio valenciano ().
- En el mes de agosto se celebra en la localidad el Torneo Internacional de Fútbol Sub-20 de la Alcudia (COTIF), un torneo de fútbol internacional sub-20, en el que participan equipos y selecciones de fútbol de todo el mundo.

## Ciudades hermanadas
- Bollène, Francia (1994)